# إبراهام كلاين (حكم كرة قدم)
إبراهام كلاين (بالعبرية: אברהם קליין‏) هو حكم كرة قدم إسرائيلي، ولد في 29 مارس 1934 في تيميشوارا في رومانيا.

## وصلات خارجية
- إبراهام كلاين على موقع Soccerway.com (الإنجليزية)
- إبراهام كلاين على موقع أوليمبيديا (الإنجليزية)